# Ricardo Forster
Ricardo Forster (Ciudad de Buenos Aires, Argentina, 26 de septiembre de 1957) es un filósofo, pensador nacional, socialista, intelectual, escritor y profesor argentino. Es licenciado y doctor en filosofía por la Universidad Nacional de Córdoba. Es profesor de grado y profesor de posgrado en universidades argentinas e internacionales.

## Biografía
En 2008 creó, junto a Nicolás Casullo, Horacio González, María Pia López y otros, el Espacio Carta Abierta.
Condujo programas de televisión sobre historia y filosofía, es miembro del comité de dirección de la revista Pensamiento de los Confines y colaborador  del diario Página/12.
En junio de 2014 fue designado por el gobierno de Cristina Fernández de Kirchner como titular de la nueva Secretaría de Coordinación Estratégica para el Pensamiento Nacional, dependiente del Ministerio de Cultura, cargo que mantuvo hasta el 10 de diciembre de 2015. Dicha secretaría fue disuelta por el gobierno de Mauricio Macri días después de asumir.

## Presentador en televisión
- La Letra Inesperada, ciclo televisivo que resume diez años de pasado y presente de la política de la Argentina en diez programas, con el objetivo de pensar el modo y los fines de los principales acontecimientos, los antecedentes y las perspectivas en juego.[4]

- Grandes Pensadores del Siglo XX, emitido por Canal Encuentro. Programa de entrevistas a destacados pensadores cuyas ideas trascendieron las fronteras de Europa para influir en el pensamiento. Valiéndose de su experiencia como docente, Forster acerca conceptos y contextos de época en que surgieron las teorías de estos intelectuales.

## Obra
- Walter Benjamin - Theodor Adorno, el ensayo como filosofía (1ª edición). Nueva Visión. 1991. ISBN 978-950-602-230-3.
- Itinerarios de la modernidad - Corrientes del pensamiento y tradiciones intelectuales desde la ilustración hasta el debate sobre posmodernidad (1ª edición). Universidad de Buenos Aires. 1996. ISBN 978-950-29-0312-5. Con Nicolás Casullo y Alejandro Kaufman-
- El exilio de la palabra: en torno a lo judío (1ª edición). Eudeba. 1998. ISBN 978-950-23-0864-7.
- Walter Benjamin y el problema del mal (1ª edición). Grupo Editor Altamira. 2003. ISBN 978-987-9423-77-6.
- Crítica y sospecha: los claroscuros de la cultura moderna (1ª edición). Paidós. 2003. ISBN 978-950-12-6531-6.
- Mesianismo, nihilismo y redención (1ª edición). Altamira. 2005. ISBN 978-987-9017-42-5. Con Diego Tatián.
- Reflexiones sobre la teoría política del siglo XX (1ª edición). Prometeo Libros. 2005. ISBN 978-987-574-057-0. Con Gianfranco Pasquino, Julio Pinto, Juan Carlos Corbetta y Arturo Fernández.
- Posjudaísmo: debates sobre lo judío en el siglo XXI (1ª edición). Prometeo Libros. 2007. ISBN 978-987-574-181-2. Trabajos de Tomás Abraham, Silvia Bleichmar, Ricardo Forster, Daniel Muchnik y Alejandro Kaufman compilados por Darío Sztajnszrajber
- El laberinto de las voces argentinas (1ª edición). Colihue. 2008. ISBN 978-950-563-972-4.
- La batalla por la renta (1ª edición). Las Cuarenta. 2009. ISBN 978-987-1501-07-6. Participación en obra colectiva, reúne trabajos de María Pía López, Horacio González, León Rozitchner, Eduardo Basualdo, Eduardo Grüner, Ricardo Forster, Alejandro Horowicz, Eduardo Rinesi y Ricardo Aronskind.
- Benjamin. Una introducción (1ª edición). Quadrata. 2009. ISBN 978-987-631-004-8.
- Los hermeneutas de la noche: de Walter Benjamin a Paul Celan (1ª edición). Trotta (Madrid). 2009. ISBN 9788498790245.
- La anomalía argentina (1ª edición). Sudamericana. 2010. ISBN 978-950-07-3272-7.
- La muerte del héroe: itinerarios críticos (1ª edición). Ariel. 2011. ISBN 978-987-1496-11-2.
- Construcción nacional y políticas públicas (1ª edición). Universidad Nacional de La Plata. 2011. ISBN 978-950-34-0730-1. Participación en obra colectiva.
- El litigio por la democracia (1ª edición). Planeta. 2011. ISBN 978-950-49-2717-4.
- Nicolás Casullo: semblanza de un intelectual comprometido (1ª edición). Colihue. 2013. ISBN 978-950-563-980-9.
- La anomalía kirchnerista: la política, el conflicto y la invención democrática (1ª edición). Planeta. 2013. ISBN 978-950-49-3214-7.
- Tiempo de derechos: política, gestión y pasión (1ª edición). Carlos Castagneto. 2013. ISBN 978-987-45145-0-9. En coautoría con Carlos Castagneto, Victoria Montenegro y Víctor Hugo Morales.
- La travesía del abismo: mal y modernidad en Walter Benjamin (1ª edición). Fondo de Cultura Económica. 2014. ISBN 978-987-719-017-5.
- Antología manifiestos políticos argentinos  - Tomo II 1956-1976 (1ª edición). Ministerio de Cultura de la Nación. 2015. ISBN 978-987-3772-37-5. (Compilador)
- Antología manifiestos políticos argentinos  - Tomo III 1976-2010 (1ª edición). Ministerio de Cultura de la Nación. 2015. ISBN 978-987-1968-12-1. (Compilador)
- La repetición argentina: del kirchnerismo a la nueva derecha (1ª edición). Marea. 2016. ISBN 978-987-3783-38-8.
- Huellas que regresan: sobre la naturaleza, la infancia, viajes y los libros (1ª edición). Ediciones Akal. 2018. ISBN 978-987-46832-0-5.
- La sociedad invernadero. El neoliberalismo: entre las paradojas de la libertad, la fábrica de subjetividad, el neofascismo y la digitalización del mundo, Akal ediciones, 2019, ISBN 978-987-47222-6-3
- El derrumbe del Palacio de Cristal, Akal ediciones, 2020, ISBN 978-987-08-8
- Por el desfiladero de la cultura y la barbarie. En torno a lo judío, Akal ediciones, 2022, ISBN 978-987-8367-28-6
- El ensayo como filosofía. Walter Benjamin y Theodor Adorno, UBU ediciones, 2022, ISBN 978-987-8495-17-0
- La biblioteca infinita. Leer y desleer a Borges, emecé ediciones, 2024, ISBN 978-950-04-4379-1

## Reconocimientos
- 2011, Doctorado Honoris Causa de la Universidad Nacional de Cuyo, Argentina.[5]